# Thomas Wolsey

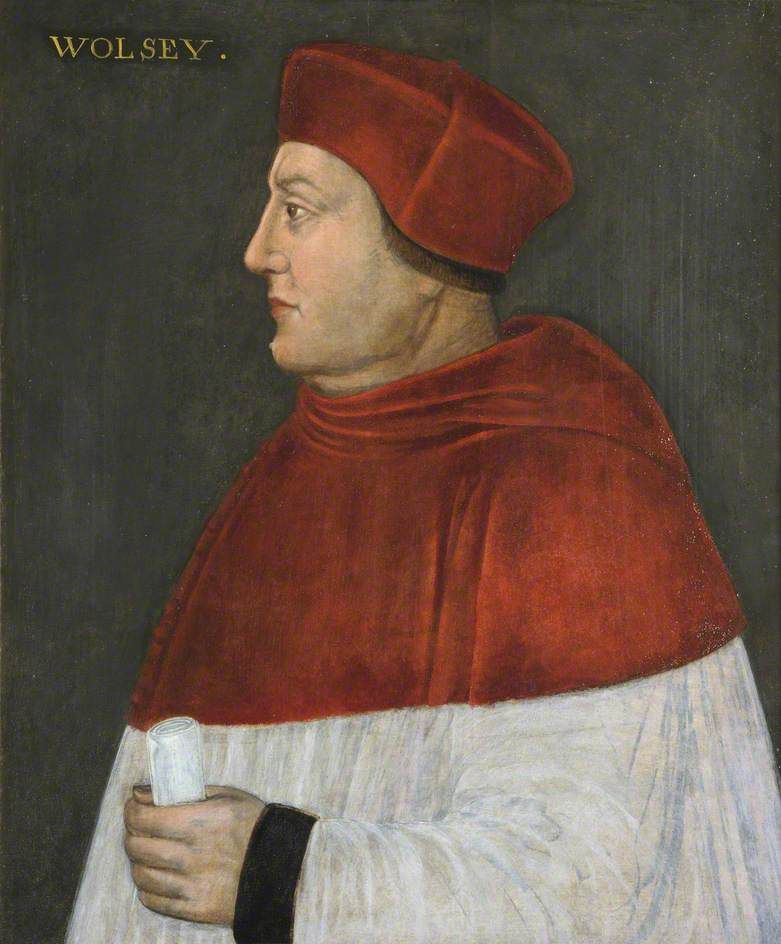
Kardinal Thomas Wolsey

Thomas Wolsey [ˈwʊlzi] (* um 1475 in Ipswich; † 28. November 1530 in Leicester) war ein englischer Staatsmann, römisch-katholischer Erzbischof von York und Kardinal. Er bekleidete das Amt des englischen Lordkanzlers und stieg unter Heinrich VIII. von 1509 bis zu seinem Sturz 1529 zum mächtigsten Mann Englands auf.

## Leben
Thomas war Sohn von Robert Wulcy aus Ipswich (1438–1496) und Joan Daundy. Sein Vater soll nach mehreren Quellen Fleischer gewesen sein, diese Information ist aber nicht gesichert.
Wolsey studierte im Magdalen College in Oxford Theologie. Am 10. Mai 1498 wurde er durch John Blythe, den Bischof von Salisbury, in der Peter and Pauls Church zu Marlborough zum Priester geweiht.
Seit Oktober 1500 Rektor der Marienkirche von Limington in Somerset, war er auch Hauskaplan des Erzbischofs von Canterbury. Als der Erzbischof 1503 verstarb, wechselte Wolsey als Kaplan zu Sir Richard Nanfan, dem Gouverneur von Calais. Dieser sandte ihn zu König Heinrich VII., der ihn 1506 als Gesandten zum späteren Kaiser Maximilian I. nach Brügge schickte und Wolsey 1507 zu seinem eigenen Hauskaplan ernannte, was möglicherweise auf Empfehlung von Bischof Fox von Winchester geschah. Der König ernannte ihn am 2. Februar 1509 zum Dekan von Lincoln. Er wurde noch vor Juni 1509 Dekan von Hereford und durch König Heinrich VIII. auch sein Almosenier und 1510 Mitglied seines Privy Council.
1510 wurde er zum Doktor der Theologie promoviert und wurde in diesem Jahr auch Kanoniker des Kapitels von Windsor.

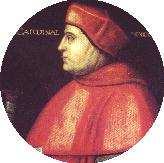
Thomas Wolsey

Nachdem er 1513 das Bistum Tournai erhalten hatte, wurde er am 6. Februar 1514 zum Bischof von Lincoln ernannt. Am 26. März 1514 erhielt er in Lambeth Palace die Weihe zum Bischof, am 15. September dieses Jahres wurde er zudem zum Erzbischof von York erhoben.
Papst Leo X. erhob Wolsey am 10. September 1515 zum Kardinal und verlieh ihm die Titelkirche Santa Cecilia in Trastevere. Schon am 24. Dezember 1515 folgte die Ernennung zum Lordkanzler von England. Als der Erzbischof von Canterbury, durch den Stolz des Emporkömmlings verletzt, die Kanzlerstelle niederlegte, wurde diese Wolsey übertragen. Da diese Erhebung den Rücktritt der übrigen Kronräte veranlasste, kam somit die gesamte Regierungsgewalt in seine Hände. Die entscheidende Position, die König Heinrich VIII. in den Kämpfen zwischen Kaiser Karl V. und Franz I. von Frankreich einnahm, nutzte Wolsey zu seinem eigenen Vorteil, wie für den Machtgewinn des Königs.
Wolsey handelte nach dem in Der Fürst von Niccolò Machiavelli erstrebten Prinzip einer tagespolitischen Machtoptimierung. Franz I. überließ er 1516 das Bistum Tournai gegen eine Jahresrente von 12.000 Livres. Im Auftrag von Leo X. initiierte Wolsey 1518 den Vertrag von London. Zu diesem Zweck ernannte ihn der Papst zum Päpstlichen Legaten mit sehr weitgehenden Vollmachten (lat.: legatus a latere) und einem Jahresgehalt von 7.500 Dukaten. Schon am 30. Juli 1518 war er auch Administrator des Bistums Bath und Wells geworden, was er bis 1523 blieb.
Im Mai 1520 initiierte Wolsey ein Treffen Heinrichs VIII. mit Karl V. Im Juni 1520 organisierte er mit sehr viel Pomp ein Treffen von Franz I. von Frankreich mit Heinrich VIII. auf dem Camp du Drap d’Or bei Balinghem.
Mit Wolseys Macht stiegen sein Stolz und seine Anmaßung und er konnte ein machtvolles Auftreten entsprechend dem Herrscherideal des Renaissancefürsten nach Niccolò Machiavelli demonstrieren. Er errichtete mit seiner apostolischen Nuntiatur einen eigenen Gerichtshof, unterdrückte den Klerus, vereinigte willkürlich die reichen Bistümer Durham (26. März 1523) und Winchester (8. Februar 1529) mit dem Erzbistum York, zog die Abtei von St Albans ein (1521) und riss viele andere Pfründen an sich. Seine Einkünfte erreichten dadurch fast jene der Krone, und sein Aufwand überstieg den der meisten Könige.
Nachdem Wolsey lange Zeit zwischen Franz I. und Karl V. geschwankt hatte und von beiden Seiten mit Gunstbezeigungen überhäuft worden war, entschied er sich endlich 1521 für den Kaiser, der ihm ein reiches Jahrgeld gewährte und Aussichten auf die Papstwürde machte. Er schloss am 25. August und am 24. November mit Karl ein Bündnis und erklärte Frankreich den Krieg. Da aber Karl weder Heinrichs VIII. französische Eroberungspolitik unterstützte, noch bei zweimaliger Vakanz des Heiligen Stuhls seinen Einfluss im Konklave für Wolsey geltend gemacht hatte, schloss dieser 1525 Frieden mit Frankreich und erklärte sogar 1528 dem Kaiser den Krieg, der jedoch schon 1529 durch den Frieden von Cambrai beendet wurde.

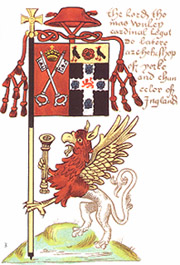
Banner mit dem Wappen des Kardinals Thomas Wolsey

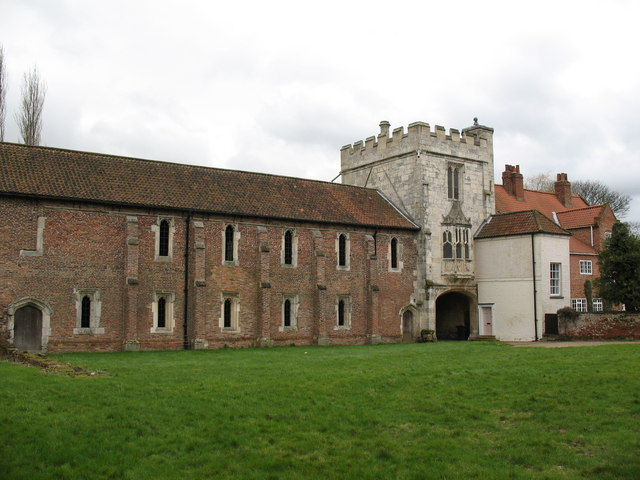
Cawood Castle

Seine Feindschaft gegen Karl V. entzweite ihn auch mit dessen Tante, Heinrichs VIII. Gemahlin Katharina von Aragón; und um seinen König mit einer französischen Prinzessin zu vermählen, suchte er dessen spanische Ehe zu trennen. Auch Heinrich wünschte die Ehescheidung, aber um seine Geliebte Anne Boleyn zu heiraten. Als nun der Papst der Scheidung Schwierigkeiten entgegensetzte, glaubten der König und Anne, den Grund dafür in Wolseys Ränken zu finden. Dieser wurde im Oktober 1529 gestürzt, musste seinen prächtigen Palast zu London (Palace of Whitehall) verlassen und sich auf sein Landhaus in Esher, Surrey, zurückziehen. Zwar ließ ihn der König im Besitz der Bistümer York und Winchester, doch das Parlament klagte ihn des Missbrauchs seiner kirchlichen Macht an und verurteilte ihn zum Verlust seiner Güter und zu unbefristetem Gefängnis. Heinrich VIII. verlegte nach dem Brand des Palace of Westminster 1529 seine Residenz in den benachbarten Palace of Whitehall, den er von dem gestürzten Kardinal Wolsey beschlagnahmt hatte. Außerdem beschlagnahmte er Hampton Court Palace, den Wolsey samt ausgedehntem Landgut 1514 für 99 Jahre vom Johanniterorden gepachtet und prunkvoll ausgebaut hatte. Der Palast enthielt nicht nur eine luxuriöse neue Bischofswohnung, sondern auch drei Gästeappartements für die königliche Familie sowie eine hohe Kapelle. Wolsey war wegen seines Lebensstils und vor allem wegen seiner prächtigen Paläste York Place (dem späteren Palace of Whitehall) und Hampton Court heftig kritisiert worden. Auch zahlreiche Kunstschätze Wolseys wurden durch den König requiriert, darunter sogar der prunkvolle schwarze Marmorsarkophag, den der Kardinal für sich hatte anfertigen lassen und den der König nun für seine eigene Grabstätte in der St George’s Chapel auf Windsor Castle benutzen wollte; doch wurde er dort nur in einem einfachen Holzsarg beigesetzt und Wolseys Marmorsarg blieb unbenutzt, bis 1806 Horatio Nelson in ihm bestattet wurde.
Heinrich VIII. begnadigte Wolsey zwar, verwies ihn aber ins Erzbistum York, wo er in Cawood Castle seine Residenz aufschlug. Im November 1530 von neuem des Hochverrats angeklagt, sollte er nach London gebracht werden, starb aber unterwegs am 28. November in der Abtei Leicester. Hier fand er auch sein Grab.
In Shakespeares Drama Heinrich VIII., das den Fall Wolseys darstellt, wird dem Kardinal in den Mund gelegt (3. Akt, 2. Szene):
| Had I but served my God with half the zeal I served my king, he would not in mine age Have left me naked to mine enemies | Hätt ich nur Gott gedient mit halb dem Eifer, Den ich dem König weiht, er gäbe nicht Im Alter nackt mich meinen Feinden preis! |

Wolsey liebte die Wissenschaften und gründete aus eigenen Mitteln mehrere Kollegien und Lehranstalten. Bevor er Bischof wurde, hatte er mehrere Lebensgefährtinnen. Bekannt sind Joan Clansey, Joan Larke, mit der er eine Tochter (* 1512) hatte, und Dorothe Wynter, mit der er einen Sohn (* 1510) hatte.
Das Bild von Thomas Wolsey als raffgierigem und machtsüchtigem Menschen ist vor allem durch die Charakterisierung geprägt, die sein Zeitgenosse Polydor Vergil in seiner Anglica Historia gibt, einer humanistischen Darstellung der englischen Geschichte.

## Literatur

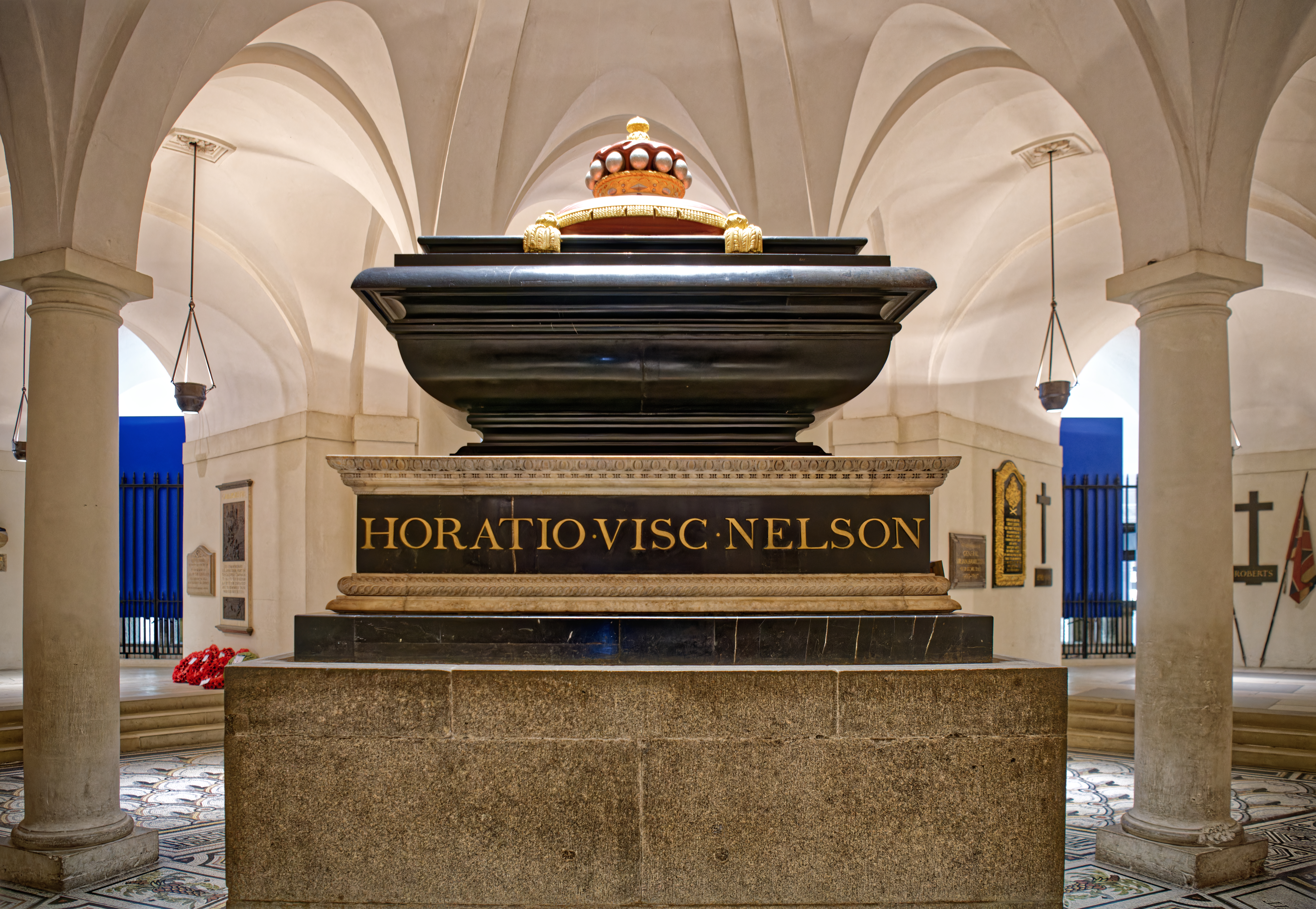
Der schwarze Marmorsarg mit Sockel, den Kardinal Wolsey sich hatte anfertigen lassen, den Heinrich VIII. konfisziert und für sich selbst vorgesehen hatte, der aber erst 1808 für Admiral Nelson verwendet wurde.